# Sympycnus andicola
Sympycnus andicola är en tvåvingeart som först beskrevs av Jacques-Marie-Frangile Bigot 1890.  Sympycnus andicola ingår i släktet Sympycnus och familjen styltflugor. Inga underarter finns listade i Catalogue of Life.